# Zeleni Krist
Zeleni Krist (fra. Le Christ vert)) je umjetničko djelo Paula Gauguina koje je naslikao 1889. godine u Pont-Avenu, u Bretanji.
Zajedno s Žutim Kristom, smatra se jednim od glavnih djela simbolizma u slikarstvu.
Na slici je predstavljena bretonska žena u podnožju Kalvarije. Kalvarije se mogu često vidjeti na bretanjskim trgovima. 
Topografski, nacrtani pejzaž nalazi se na obali Atlantskog oceana kod mjesta Clohars-Carnoët, no kalvarija je prikazana mješanjem različitih mjesta; križ se temelji na križu koji se nalazi u središtu Néveza, mjesta nedaleko Pont-Avena i nekoliko kilometara udaljen od obale, dok je lik Krista posuđen s kalvarije iz mjesta Briec - također nedaleko Atlantica.